# Emmels (localité)
Ne doit pas être confondu avec Emmels.
Emmels est un village de la commune belge de Saint-Vith (en allemand : Sankt Vith) située en Communauté germanophone et en Région wallonne dans la province de Liège.
Avant la fusion des communes de 1977, Emmels faisait partie de la commune de Crombach.
Le 31 décembre 2015, le village comptait 726 habitants.

## Situation et description
Emmels est une localité ardennaise arrosée par l'Emmels, un ruisseau affluent de l'Amblève et formée par deux villages contigus : Ober-Emmels (en amont du ruisseau) et Nieder-Emmels (en aval).
La nationale 62 Malmedy - Saint-Vith traverse Nieder-Emmels tandis que l'autoroute E42 longe Ober-Emmels. La ville de Saint-Vith se trouve à environ 3,5 km au sud. Les autres localités voisines sont Rodt, Recht et Montenau.
L'altitude du village avoisine les 500 m.

## Patrimoine
L'église est dédiée à Saint Michel. Bâtie en 1925 d'après les plans de l'architecte Cunibert, elle possède trois nefs avec transept et un chevet à trois pans. La tour du clocher se dresse à l'angle occidental de la façade. Le soubassement est réalisé en moellons de grès alors que le reste de l'édifice est recouvert de crépi blanc.

## Activités
L'ancienne école (Alte Schule) est devenue un centre culturel. Elle est reprise sur la liste du patrimoine immobilier classé de Saint-Vith depuis 1996.
Le R.U.S 1947 Emmels est le club de football de la localité.